# Djiba Diakité
Pour les articles homonymes, voir Diakité.

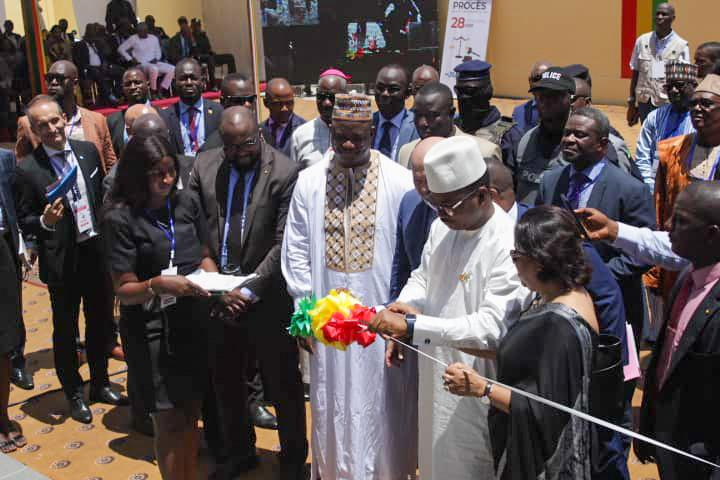
Djiba Diakité lors de l'inauguration du tribunal délocalisé de Dixinn en vue du procès des massacres du 28 septembre 2009

Djiba Diakité est un ingénieur financier et homme politique guinéen.

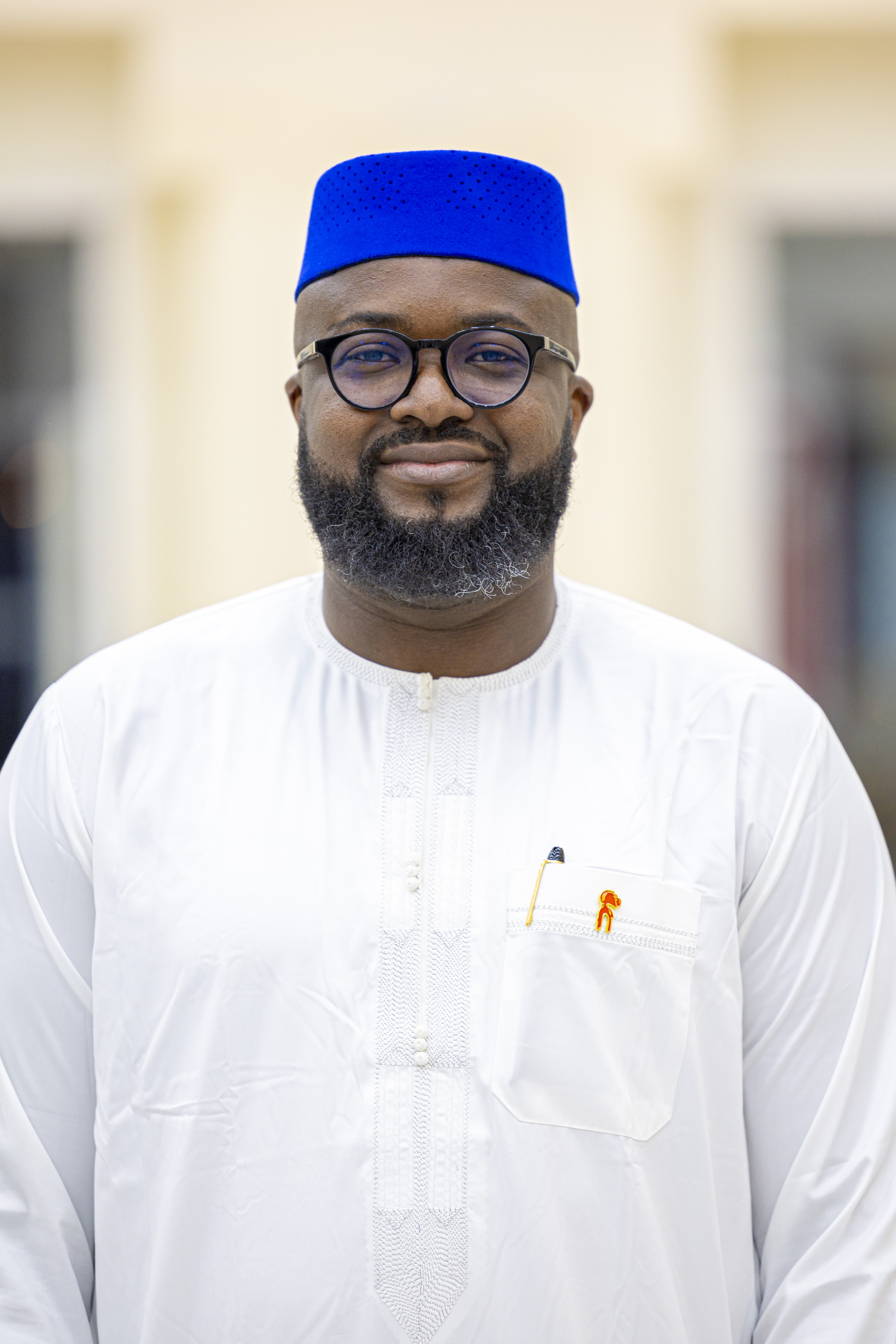
Djiba Diakité en 2024

Il est le ministre directeur de cabinet de la présidence de la république de Guinée sous la présidence de Mamadi Doumbouya depuis le 8 octobre 2022.

## Biographie

### Enfance, formation et débuts
Djiba Diakité né à Conakry, il est originaire de la préfecture de Mandiana. Il fait l'essentiel de ses etudes au Lycée Aviation de Conakry d'où il est obtient son baccalauréat en sciences mathématiques en 2001.
Parmi les lauréats du baccalauréat, il part en France pour des études d'ingénieur et fini en 2009 avec en master en sciences, technologies et santé avec une spécialisation en télécommunications et systèmes microélectroniques.

## Parcours professionnel
De mars à juillet 2008, Djiba Diakité est employé dans un laboratoire au CNRS en tant qu’ingénieur développement, puis de avril à septembre 2009, à la FDJ Gaming Solutions France en qualité d’ingénieur développement.
Il rejoint le secteur des banques d'investissement notamment à la Société générale Corporate and Investment Banking en abrégé SG-CIB en 2011.

## Parcours politiques
Le décret du 8 octobre 2021 le nomme ministre directeur de cabinet de la présidence de la république de Guinée.
Il est le président du conseil d'administration de l'ARPT depuis le 14 mars 2022.

### Projet Simandou
En juin 2022, le président Mamadi Doumbouya le nomme à la tête du comité stratégique du projet de Simandou et parvient à faire avancer la signature des accords pour le développement du projet Simandou,.
Le 28 mai 2025 en Inde, il a présider la presentation des premières locomotives destinées au transport du minerai, des passagers et des marchandises dans le cadre du projet des mines de Simandou,.

## Prix et distinctions
- Commandeur de l’ordre national du mérite de la Guinée[12],[13].
- Élu Personnalité de l’année 2023 par le site d’information Guineenews.org[14].